# Opius ciruculator
Opius ciruculator är en stekelart som först beskrevs av Christian Gottfried Daniel Nees von Esenbeck 1834.  Opius ciruculator ingår i släktet Opius, och familjen bracksteklar. Arten är reproducerande i Sverige.